# 條紋動胸龜
條紋動胸龜（學名：Kinosternon baurii，英文名：Striped mud turtle）又名果核龜、果核泥龜、三線蛋龜、三線動胸龜，為動胸龜屬下的一種龜。

## 分佈
條紋動胸龜分佈在美國佛羅里達州東南部、阿拉巴馬州、南卡羅來納州、佐治亞州南部、北卡羅萊納州東部及弗吉尼亞州東南部
原種產地為佛羅里達州的港島西礁島。

## 特徵
條紋動胸龜最大的背甲長度為13.8公分，雌性大於雄性，雄性的背甲長度為10.4公分。背甲為圓頂狀，有些甚至會呈蛋形。 背甲呈黑色或褐色，有三條黃色的脊稜背甲的中間及兩則平行生長，幼龜的脊稜會較成體為凸出。腹甲多為黃色、褐色，前及後方均有一塊鉸鏈蓋，當龜隻受驚時，可向內陷入進行半閉殼。頭部陳四肢為黑色、灰色或褐色，頭部會有數條黃色線由鼻子申延至頸部。
蛋是直徑約為2.3-3.3公分×1.3-2公分。孵化後，立即幼龜的背甲長度1約為1.5-2.5公分。幼龜的甲殼邊緣會呈鋸齒狀，甲殼邊緣為淡黃色，隨著年齡增長，鋸齒狀及甲殼邊緣為淡黃色會漸漸減退。
成年雄性的腹甲微微向凹進，尾巴呈鉤狀及較雌性粗，爪子向內彎曲。少年和成年雌性的腹甲則較為平坦，尾巴亦較短小。

## 習性
條紋動胸龜的棲息地為河流、濕地。多數白天活動，但會基於溫度、天氣和濕度的變化而改變活動時間。喜歡享受陽光，會在土地、岩石和倒下的樹木上曬太陽，亦可能於水面，淺水區曬太陽。南佛羅里達州的龜隻數量較為穩定，在夏季和冬季，牠們有機會一大群地在樹幹或有遮蔽的地方休息。
雜食性動物，會吃死魚、昆蟲、甲殼類、蝸牛，動物的屍體、植物的葉子（刺柏屬植物）、種子（棕櫚樹）和藻類。在水中和陸地上均可進食
卵生形式繁殖。主要在秋季交配，雌性產卵時會在沙灘上挖了一個洞。一次交配可分1-6年產卵，每次可下1-7隻蛋。在佛羅里達州南部，產卵季節為每年6月、9-11月。蛋往往需要在22.5-24℃的環境中孵化，大概需要95天的時間，胚胎早期發的發育通常5-9天之後出現。